# Tupperware Brands Corporation
Tupperware Brands Corporation é uma multinacional norte-americana sediada em Orlando, Flórida. A empresa é detentora da marca Tupperware.
Em setembro de 2024, a companhia entrou com pedido de falência (Chapter 11) no Tribunal de Falências dos Estados Unidos para o Distrito de Delaware. A empresa conta com dívida superior a 700 milhões de dólares.

## História
Fundada em 1946 como "Tupperware Corporation" pelo inventor Earl Tupper na cidade de Grafton, no estado de Massachusetts. Em 1958, transferiu sua sede para Orlando e em 2005 mudou sua razão social para a atual denominação.
Na década de 1950, a empresa criou o método da "Demonstração Domiciliar", o que impulsionou suas vendas e, consequentemente, o crescimento da empresa. Na década de 1960, a empresa iniciou seus negócios na Europa.

## Portugal
A Tupperware chegou a Portugal em 1965. De 1980 a janeiro de 2025, a empresa tinha uma unidade de produção em Montalvo, no concelho de Constância. Em setembro de 2022, foram dispensados todos os trabalhadores temporários – cerca de 100 pessoas – e em novembro, rescindiu contrato com 8 dos 231 funcionários efetivos.
Após a falência da empresa-mãe nos EUA, a unidade de produção portuguesa foi encerrada e 200 trabalhadores foram despedidos.

## Brasil
A marca está presente no Brasil desde 1976, possuindo uma unidade fabril em Guaratiba, no estado do Rio de Janeiro. A fábrica brasileira também abastece os mercados argentino, boliviano, uruguaio e chileno, além de ser um importante mercado para a empresa, gerando vendas que superam os 195 milhões de dólares em 2022, superando as vendas na China, Estados Unidos e México.